# August Hülsmann
August Hülsmann SCJ (* 26. Februar 1948 in Voltlage-Weese; † 13. September 2021 in den Niederlanden) war ein deutscher römisch-katholischer Ordenspriester und von 1998 bis 2007 Provinzial der Deutschen Provinz seines Ordens.

## Leben
Hülsmann war Schüler am Gymnasium der Herz-Jesu-Priester in Handrup, lebte dort im Internat und lernte so den Orden kennen, dem er nach dem Abitur 1967 beitrat. Nach dem Studium in Freiburg im Breisgau und Münster sowie einem Diakonatsjahr in Wien wurde Hülsmann am 29. Mai 1975 in der Herz-Jesu Kirche Handrup durch den Osnabrücker Weihbischof Karl-August Siegel zum Priester geweiht. Nach seiner Priesterweihe war er unter anderem in der Jugendseelsorge und in der Schule tätig, danach von 1984 bis 1993 als Rektor von Schule und Kloster im emsländischen Handrup. 1993 bis 1998 war er fünf Jahre lang Rektor des Klosters und des Kollegs St. Sebastian in Stegen bei Freiburg.
Im Jahr 1998 wurde Hülsmann zum Provinzial der Deutschen Ordensprovinz der Herz-Jesu-Priester gewählt. Von Juli 2003 bis Mitte 2006 war er zusätzlich zu seinem Amt als Provinzial Vorsitzender der Vereinigung Deutscher Ordensobern (VDO), die mehr als 6000 Ordensleute in Deutschland vertritt. Anfang 2004 wurde er auch Präsident der Union der Ordensoberen-Konferenzen Europas (UCESM – Unio Conferentiarum Europae Superiorum Majorum).
Am 1. Januar 2010 wurde Hülsmann von Bischof Wiesemann zum Spiritual am Speyerer Priesterseminar ernannt; dieses Amt hatte er bis 2014 inne. Danach war er Spiritual am Priesterseminar Osnabrück. Seit dem 1. November 2018 war er darüber hinaus Rektor im Kloster Handrup. Er starb im September 2021 im Alter von 73 Jahren während eines Urlaubs in den Niederlanden.